# Ange-Yoan Bonny
Ange-Yoan Bonny (Aubervilliers, 25 oktober 2003) is een Frans voetballer die bij voorkeur als aanvaller speelt. Hij tekende in 2021 voor Parma.

## Clubcarrière
Parma haalde Bonny in 2021 weg bij Châteauroux. In 2024 promoveerde hij met Parma naar de Serie A. Op 31 augustus 2024 scoorde hij zijn eerste doelpunt in de Serie A in het Stadio Diego Armando Maradona tegen SSC Napoli.